# Michelle Steel
Michelle Steel, född 21 juni 1955 i Seoul i Sydkorea, är en amerikansk politiker (republikan). Hon är ledamot av USA:s representanthus sedan 2021.
Steel utexaminerades 1997 från Pepperdine University i Los Angeles County i Kalifornien. Senare har hon avlagt MBA-examen vid University of Southern California.